# Arctornis tafa
Arctornis tafa är en fjärilsart som beskrevs av Collenette 1951. Arctornis tafa ingår i släktet Arctornis och familjen tofsspinnare. Inga underarter finns listade i Catalogue of Life.